# Lopidea apache
Lopidea apache är en insektsart som beskrevs av Knight 1918. Lopidea apache ingår i släktet Lopidea och familjen ängsskinnbaggar. Inga underarter finns listade i Catalogue of Life.